# ポール・ウィンター
ポール・ウィンター（Paul Winter, 1939年8月31日 - ）は、アメリカ合衆国ペンシルベニア州アルトゥーナ生まれのサックスプレイヤー。

## 経歴
1961年、大学在学中に、ジャズバンドのポール・ウィンター・セクステットでインターカレッジ・ジャズ・フェスティバルに優勝しコロムビアと契約。1962年にはアメリカ合衆国国務省派遣の文化使節として世界をまわる。同年、ホワイトハウスに招かれ、ホワイトハウスで演奏した最初のジャズバンドとなった。
1960年代中頃は、ウィンターはブラジルへ行き、ブラジル音楽や誕生したばかりのボサノヴァに関心を寄せた。その影響下で制作した1965年のアルバム『リオ』には、ボサノヴァ誕生の中心人物の1人であるヴィニシウス・ヂ・モライスがライナーノーツを書いている。
1960年代後半からは、ポール・ウィンター・コンソートとバンド名を変更、ニューエイジ・ミュージック、ヒーリングミュージックの傾向を深めている。1972年に発表したアルバム『イカロス』は、ビートルズのプロデュースで有名なジョージ・マーティンがプロデュースを務めている。このアルバムの録音に参加したラルフ・タウナーらのミュージシャンは後に、オレゴンを結成している。コンソートは、長年にわたり異なるミュージシャンで続けていた。
1993年に発表したライヴ・アルバム『スパニッシュ・エンジェル』は、第36回グラミー賞で最優秀ニュー・エイジ・アルバム賞を受賞し、ポール・ウィンターにとって初めてのグラミー賞獲得となった。
1994年に発表したアルバム『野生への祈り』は野生動物をテーマにしたコンセプト作品で、前年に続き第37回グラミー賞で最優秀ニュー・エイジ・アルバム賞を受賞した。
1999年にポール・ウィンター・アンド・フレンズ名義で発表したアルバム『ケルティック・ソルスティス』は、アイルランドのミュージシャンが多く参加したケルト音楽をテーマにした作品で、第42回グラミー賞で最優秀ニュー・エイジ・アルバム賞を受賞した。
2007年に発表したアルバム『クレストン』は、第50回グラミー賞で最優秀ニュー・エイジ・アルバム賞を受賞した。なお、『クレストン』には日本人和太鼓奏者の中村浩二が参加している。
2011年に開催された第53回グラミー賞で、日本の琴奏者松山夕貴子をフィーチャーしたアルバム『ミホ：ジャーニー・トゥー・ザ・マウンテン』が最優秀ニュー・エイジ・アルバム賞を受賞した。このアルバムは、日本の美術館であるMIHO MUSEUMで収録された。

## ディスコグラフィ

### ソロ名義
| タイトル                                        |  | 年   |  | 備考                                   |
| ----------------------------------------------- |  | ---- |  | -------------------------------------- |
| サウンド・オブ・イパネマ (The Sound of Ipanema) |  | 1964 |  |                                        |
| リオ (Rio)                                      |  | 1965 |  |                                        |
| Common Ground                                   |  | 1978 |  |                                        |
| コーリングス (Callings)                         |  | 1980 |  |                                        |
| ミサ・ガイア (Missa Gaia/Earth Mass)            |  | 1982 |  |                                        |
| サンシンガー (Sun Singer)                       |  | 1983 |  | ジャズ・アルバム・オブ・ザ・イヤー受賞 |
| キャニオン (Canyon)                             |  | 1985 |  | グラミー賞ノミネート作品               |
| ウィンターソング (Wintersong)                   |  | 1986 |  |                                        |
| ホエールズ・アライブ (Whales Alive)             |  | 1987 |  |                                        |
| アースビート (Earthbeat)                        |  | 1987 |  | グラミー賞ノミネート作品               |
| アース～地球賛歌 (Earth: Voices of a Planet)    |  | 1990 |  | グラミー賞ノミネート作品               |
| ソルスティス・ライブ (Solstice Live!)           |  | 1993 |  |                                        |
| 野生への祈り (Prayer for the Wild Things)       |  | 1994 |  | グラミー賞受賞作品                     |
| キャニオン・ララバイ (Canyon Lullaby)           |  | 1997 |  | グラミー賞ノミネート作品               |
| Brazilian Days                                  |  | 1998 |  |                                        |
| Celtic Solstice                                 |  | 1999 |  | グラミー賞受賞作品                     |
| Journey with the Sun                            |  | 2000 |  |                                        |
| Early Winter                                    |  | 2011 |  |                                        |

### ポール・ウィンター・コンソート
| タイトル                                               |  | 年   |  | 備考               |
| ------------------------------------------------------ |  | ---- |  | ------------------ |
| ウィンター・コンソート (The Winter Consort)            |  | 1968 |  |                    |
| サムシング・イン・ザ・ウィンド (Something in the Wind) |  | 1969 |  |                    |
| ロード (Road)                                          |  | 1970 |  |                    |
| イカロス (Icarus)                                      |  | 1972 |  |                    |
| Earthdance                                             |  | 1977 |  |                    |
| コンサート・フォー・ジ・アース (Concert for the Earth) |  | 1985 |  |                    |
| Wolf Eyes                                              |  | 1989 |  |                    |
| 木を植えた男 (The Man Who Planted Trees)               |  | 1990 |  |                    |
| Turtle Island                                          |  | 1991 |  |                    |
| スパニッシュ・エンジェル (Spanish Angel)               |  | 1993 |  | グラミー賞受賞作品 |
| Silver Solstice                                        |  | 2005 |  | グラミー賞受賞作品 |
| クレストン (Crestone)                                  |  | 2007 |  | グラミー賞受賞作品 |
| Miho: Journey to the Mountain                          |  | 2010 |  | グラミー賞受賞作品 |
| Flyways                                                |  | 2011 |  |                    |

### ポール・ウィンター・セクステット
| タイトル                                                      |  | 年   |  | 備考 |
| ------------------------------------------------------------- |  | ---- |  | ---- |
| ポール・ウィンター・セクステット (The Paul Winter Sextet)     |  | 1961 |  |      |
| ジャズ・ミーツ・ザ・ボサノバ (Jazz Meets The Bossa Nova)      |  | 1962 |  |      |
| ジャズ・プレミア・ワシントン (Jazz Premiere: Washington)      |  | 1963 |  |      |
| ニュー・ジャズ・オン・キャンパス (New Jazz on Campus)         |  | 1963 |  |      |
| ジャズ・ミーツ・ザ・フォークソング (Jazz Meets The Folk Song) |  | 1963 |  |      |

### ポール・ウィンター・アンド・フレンズ
| タイトル                                     |  | 年   |  | 備考               |
| -------------------------------------------- |  | ---- |  | ------------------ |
| ケルティック・ソルスティス (Celtic Solstice) |  | 1999 |  | グラミー賞受賞作品 |

### ポール・ウィンター・アンド・ジ・アース・バンド
| タイトル                                            |  | 年   |  | 備考                     |
| --------------------------------------------------- |  | ---- |  | ------------------------ |
| ジャーニー・ウィス・ザ・サン (Journey with the Sun) |  | 2000 |  | グラミー賞ノミネート作品 |